# Terapia d'urto (serie televisiva)
Terapia d'urto (Necessary Roughness) è una serie televisiva statunitense prodotta dal 2011 al 2013. Interpretata da Callie Thorne, la serie è basata sulla vera storia di Donna Dannenfelser, psicoterapeuta femminile che ha lavorato per i New York Jets.
La serie è stata trasmessa in prima visione assoluta negli Stati Uniti dal canale via cavo USA Network; in Italia è invece andata in onda in prima visione satellitare su Fox Life, e in chiaro su Cielo.

## Trama
Dani Santino è una fresca divorziata di Long Island che, per far quadrare i conti e badare serenamente ai suoi due figli adolescenti, accetta un lavoro come psicoterapeuta nella squadra locale di football americano. I suoi originali metodi di cura, bruschi e sbrigativi, le fanno in breve tempo acquisire una notevole notorietà tra sportivi e celebrità, ma questo inaspettato successo professionale rischia di ripercuotersi negativamente sulla sua vita privata. Dani è così costretta a trovare un costante equilibrio tra lavoro e privato.

## Episodi
Il 15 settembre 2011 la serie è stata rinnovata per una seconda stagione, a cui il 7 gennaio 2013 è seguito il rinnovo anche per una terza stagione. Il 20 novembre dello stesso anno, USA Network ha cancellato ufficialmente la serie.
| Stagione         | Episodi | Prima TV USA | Prima TV Italia |
| ---------------- | ------- | ------------ | --------------- |
| Prima stagione   | 12      | 2011         | 2012            |
| Seconda stagione | 16      | 2012-2013    | 2012-2013       |
| Terza stagione   | 10      | 2013         | 2013-2014       |

## Personaggi e interpreti

### Personaggi principali
- Danielle "Dani" Santino (stagioni 1-3), interpretata da Callie Thorne, doppiata da Roberta Pellini.
- Nico Careles (stagioni 1-3), interpretato da Scott Cohen, doppiato da Vittorio De Angelis.
Ex Navy Seals, capo della sicurezza e faccendiere dei New York Hawks.
- Terrence "T.K." King (stagioni 1-3), interpretato da Mehcad Brooks, doppiato da Marco Vivio.
Bizzoso wide receiver dei New York Hawks.
- Ray "Ray Jay" Santino Jr. (stagioni 1-2), interpretato da Patrick Johnson, doppiato da Flavio Aquilone.
- Lindsay Santino (stagioni 1-3), interpretata da Hannah Marks, doppiata da Virginia Brunetti.
- Matthew Donnally (stagioni 1-2), interpretato da Marc Blucas, doppiato da Riccardo Rossi.
Trainer dei New York Hawks.
- Connor McClane (stagione 3), interpretato da John Stamos, doppiato da Vittorio Guerrieri.
Fondatore e manager della "V3", un'associazione sportiva che assume Dani.

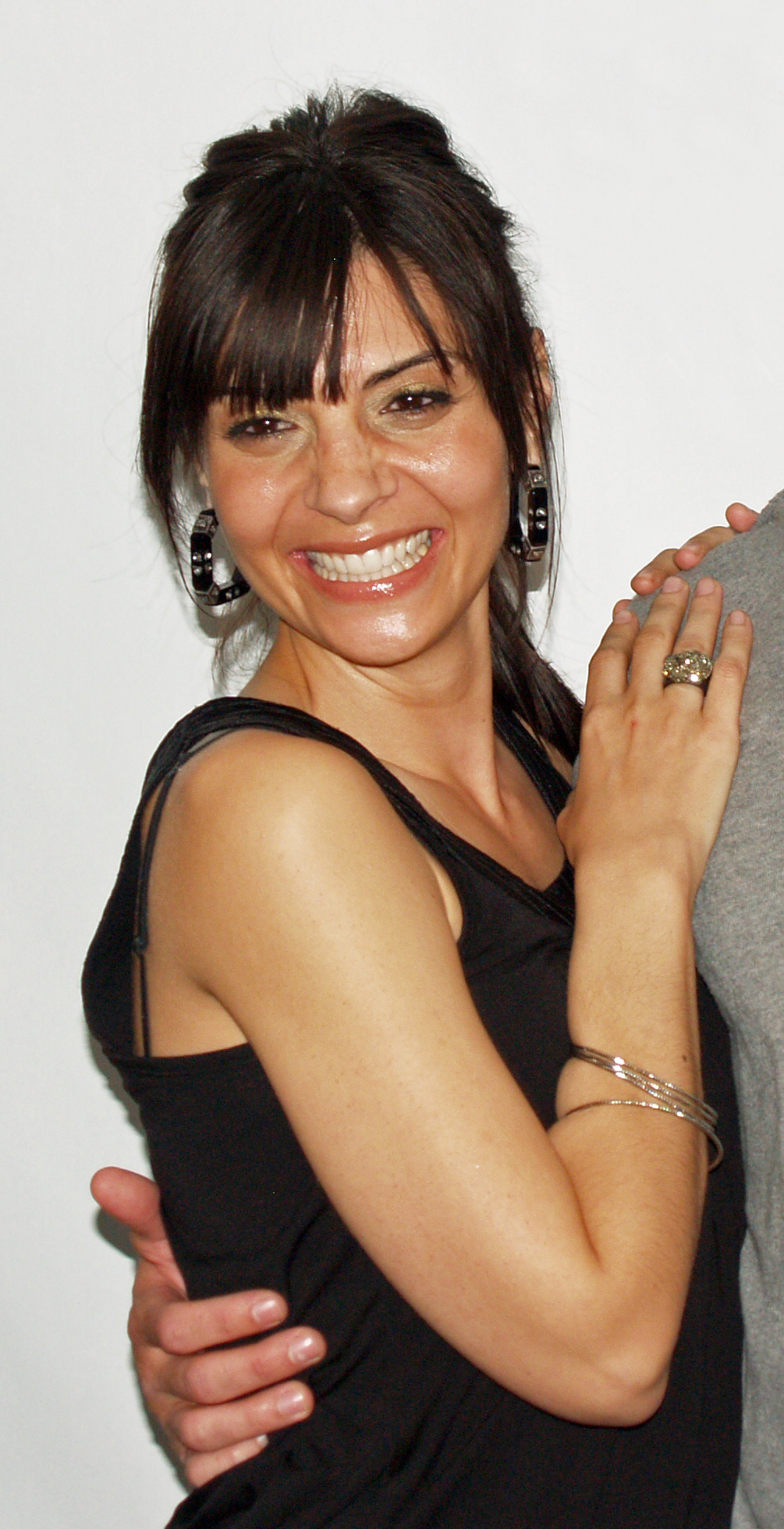
Callie Thorne interpreta Dani Santino
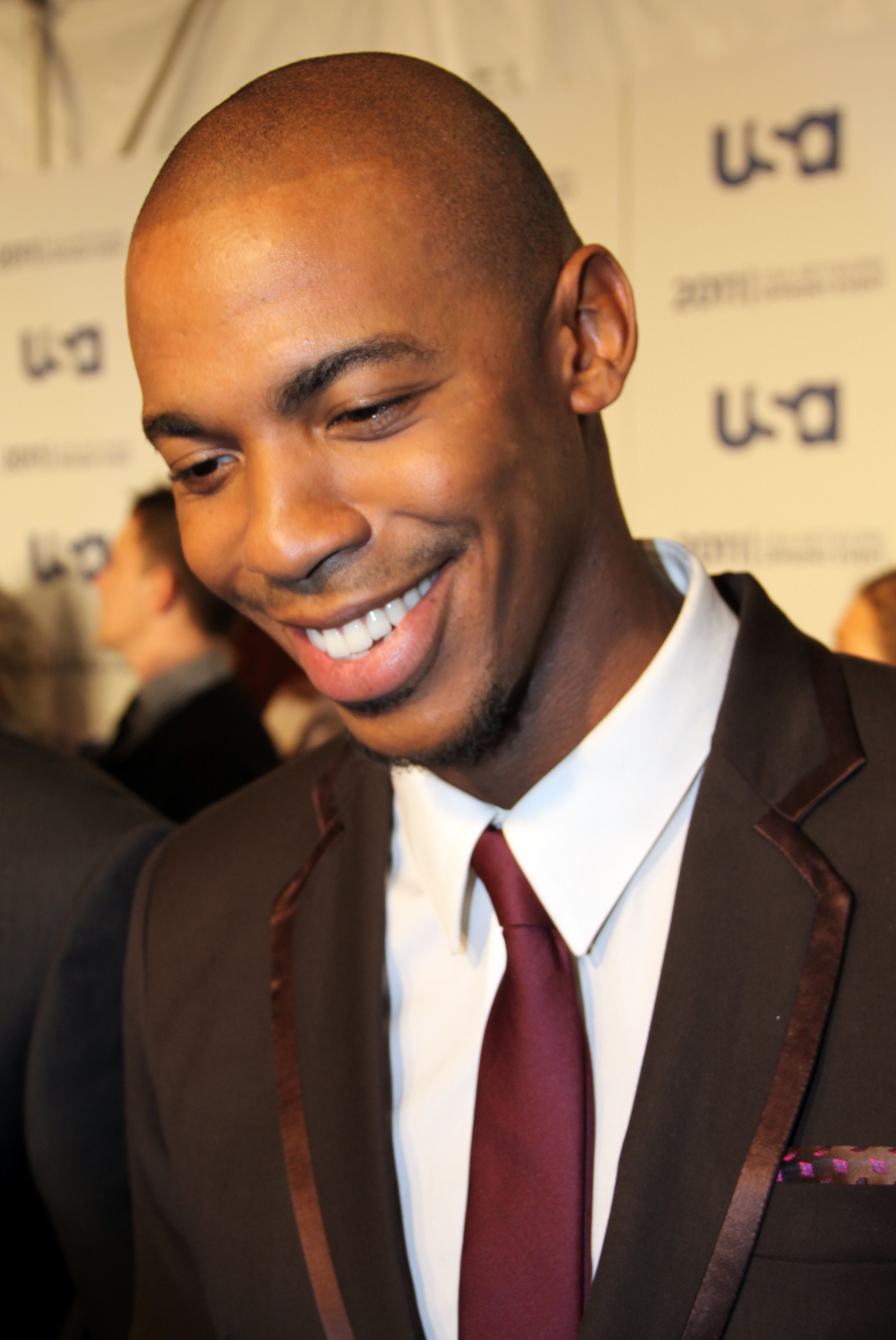
Mehcad Brooks interpreta T.K. King
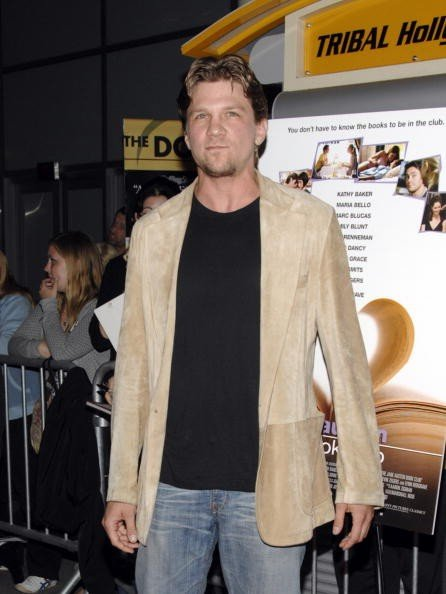
Marc Blucas interpreta Matthew Donnally
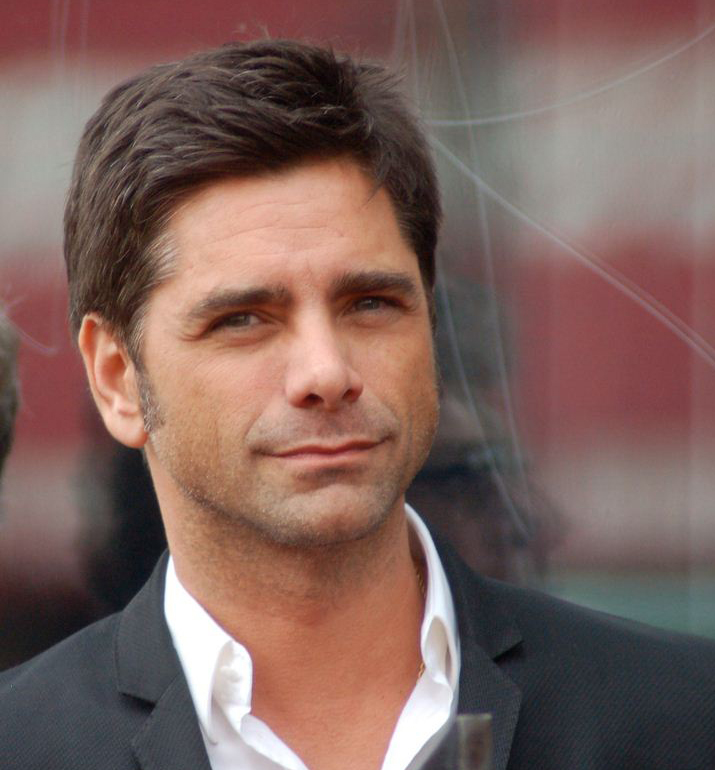
John Stamos interpreta Connor McClane

### Personaggi secondari
- Coach Patrick Purnell (stagioni 1-3), interpretato da Gregory Alan Williams, doppiato da Claudio Fattoretto.
È il capo coach dei New York Hawks.
- Jeanette (stagione 1, ricorrente 2-3), interpretata da Amanda Detmer, doppiata da Eleonora De Angelis.
È la migliore amica di Danielle.
- Ray Santino (stagione 1), interpretato da Craig Bierko, doppiato da Davide Marzi.
È l'ex marito di Danielle.
- Juliette Pittman (stagioni 1-2), interpretata da Danielle Panabaker, doppiata da Chiara Gioncardi.
- Angela, interpretata da Concetta Tomei.
È la madre di Danielle Santino.
- Sheera Kane (stagione 3), interpretata da Kate Miner.
Una top model, fidanzata di Terrence King.
- Troy Cutler (stagione 3), interpretato da David Anders.
Il socio di Connor nella V3.
- Paloma Madsen (stagione 3), interpretata da Karissa Lee Staples.
L'ambiziosa assistente di Dani.
- Abby Bruce (stagione 3), interpretata da Autumn Reeser.
Ex socia di Connor, ha una storia con lui.

## Riconoscimenti
- 2012 - Gracie Allen Awards
  - Miglior attrice protagonista in una serie drammatica a Callie Thorne
- 2012 - Golden Globe
  - Nomination Miglior attrice in una serie drammatica a Callie Thorne